# Nizza (Wein)
Nizza ist ein Rotwein aus der italienischen Provinz Asti im Piemont. Das Anbaugebiet liegt in und um die namensgebende Gemeinde Nizza Monferrato.
Der Wein hat seit 2019 eine „kontrollierte und garantierte Herkunftsbezeichnung“ (Denominazione di Origine Controllata e Garantita – DOCG), genehmigt durch die Durchführungsverordnung (EU) 2019/953 der Kommission vom 22. Mai 2019.

## Anbau
Die zugelassenen Rebflächen verteilen sich auf die Gemeinden Agliano Terme, Belveglio, Calamandrana, Castel Boglione, Castelnuovo Belbo, Castelnuovo Calcea, Castel Rocchero, Cortiglione, Incisa Scapaccino, Mombaruzzo, Mombercelli, Nizza Monferrato, Vaglio Serra, Vinchio, Bruno, Rocchetta Palafea, Moasca und San Marzano Oliveto.
Die Rebberge liegen auf einer Höhe von 150 bis 350 Metern. Die Stockdichte liegt bei mindestens 4000, der Hektarertrag bei 7 Tonnen für Nizza und Nizza Riserva sowie bei 6,3 für Nizza Vigna Riserva.

## Erzeugung
Der Rotwein darf ausschließlich aus der Rebsorte Barbera hergestellt werden.

## Beschreibung
Laut Denomination (Auszug):

### Nizza und Nizza Riserva
- Farbe:  rubinrot, intensiv, bei Alterung mit Tendenz zu granatrot
- Geruch: intensiv und charakteristisch, ätherisch
- Geschmack: trocken, körperreich, harmonisch, rund
- Alkoholgehalt: mindestens 13,0 Volumenprozent
- Gesamtsäuregehalt: mind. 5,0 g/l
- Trockenextraktgehalt: mind. 26 g/l

### Nizza und Nizza Riserva mit Lagenbezeichnung
- Farbe:  rubinrot, intensiv, bei Alterung mit Tendenz zu granatrot
- Geruch: intensiv und charakteristisch, ätherisch
- Geschmack: trocken, körperreich, harmonisch, rund
- Alkoholgehalt: mindestens 13,5 % Vol.
- Gesamtsäuregehalt: mind. 5,0 g/l
- Trockenextraktgehalt: mind. 28 g/l